# Staré Město (Telč)
Telč-Staré Město (dříve pouze Staré Město, německy Alt Stadt) je část města Telče ležící jihovýchodně od jeho historického jádra, Telče-vnitřního města, a jižně až západně od části Telč-Podolí. Jeho starší východní část rozkládající se v okolí ulic Zachariášovy, U Matky Boží a Špitálské byla vyhlášena městskou památkovou zónou, která chrání historickou předměstskou zástavbu.
S vnitřním městem je tato městská čtvrť spojena jednak po hrázi Ulického rybníka, jednak po novodobé lávce protínající uvedenou vodní nádrž zhruba v polovině její délky.

## Pamětihodnosti
Nejcennější památkou této části města je kostel Matky Boží, původně gotický, s pozdějšími přestavbami, dodnes obklopený hřbitovem.
Židovský hřbitov se nachází již mimo intravilán města za východním břehem jižního cípu Staroměstského rybníka poblíž železniční trati do Dačic a Slavonic.
Pozoruhodnou stavbou současné architektury je domov důchodců, ze tří čtvrtin obklopující kruhové nádvoří (na západním břehu k jihu vybíhajícího cípu Staroměstského rybníka).
Na jižním okraji se nachází nevelké panelové sídliště, které však díky přijatelné výškové hladině nijak nenarušuje cenné panoráma města.

## Počet obyvatel
| Rok            | 1869 | 1880 | 1890 | 1900 | 1910 | 1921 | 1930 | 1950 | 1961 | 1970 | 1980 | 1991 | 2001 |
| -------------- | ---- | ---- | ---- | ---- | ---- | ---- | ---- | ---- | ---- | ---- | ---- | ---- | ---- |
| Počet obyvatel | 1354 | –    | 1451 | 1443 | 1311 | –    | 1337 | –    | –    | 1641 | 2221 | 2720 | 2873 |

## Fotogalerie

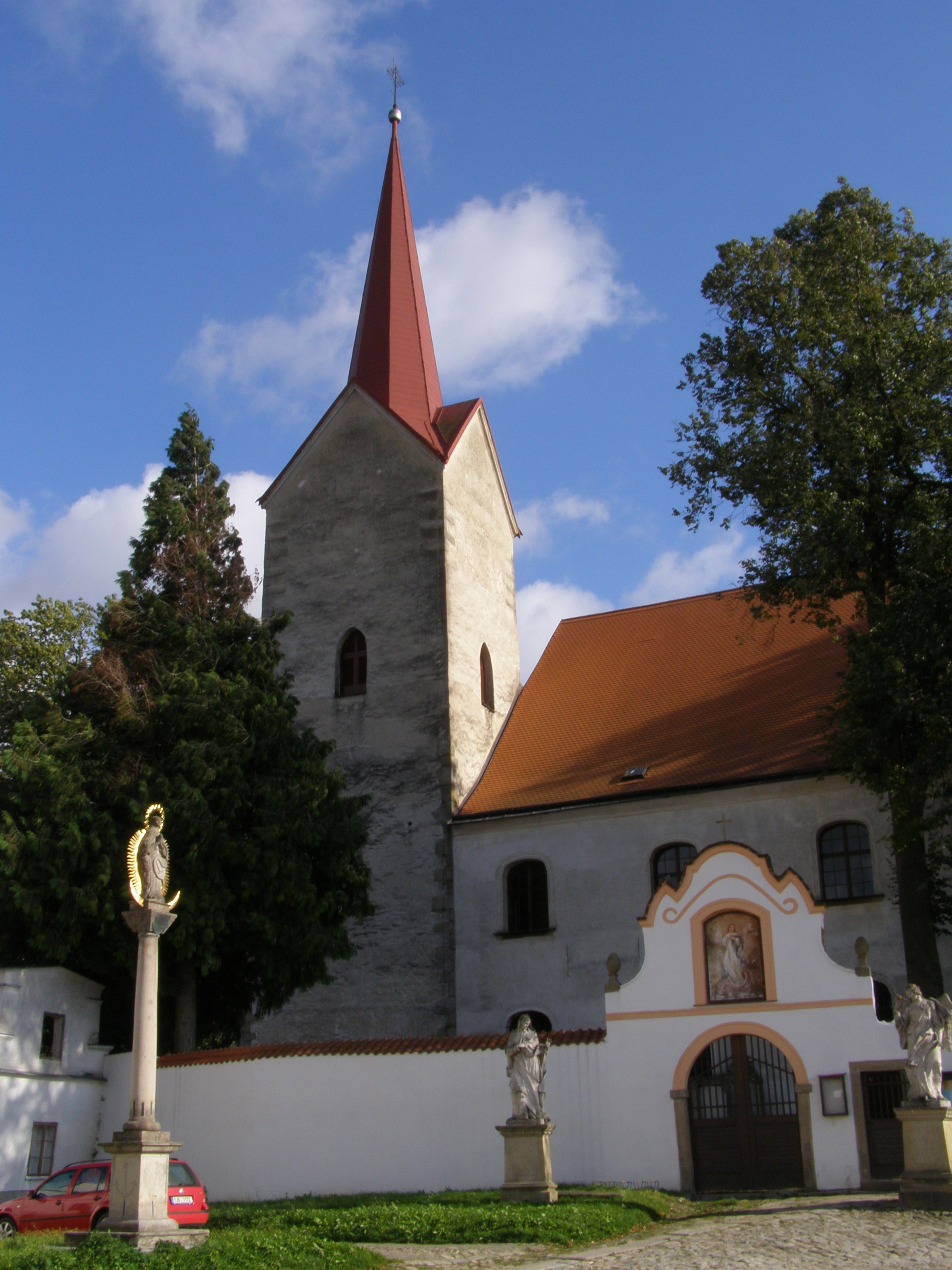
Kostel Matky Boží
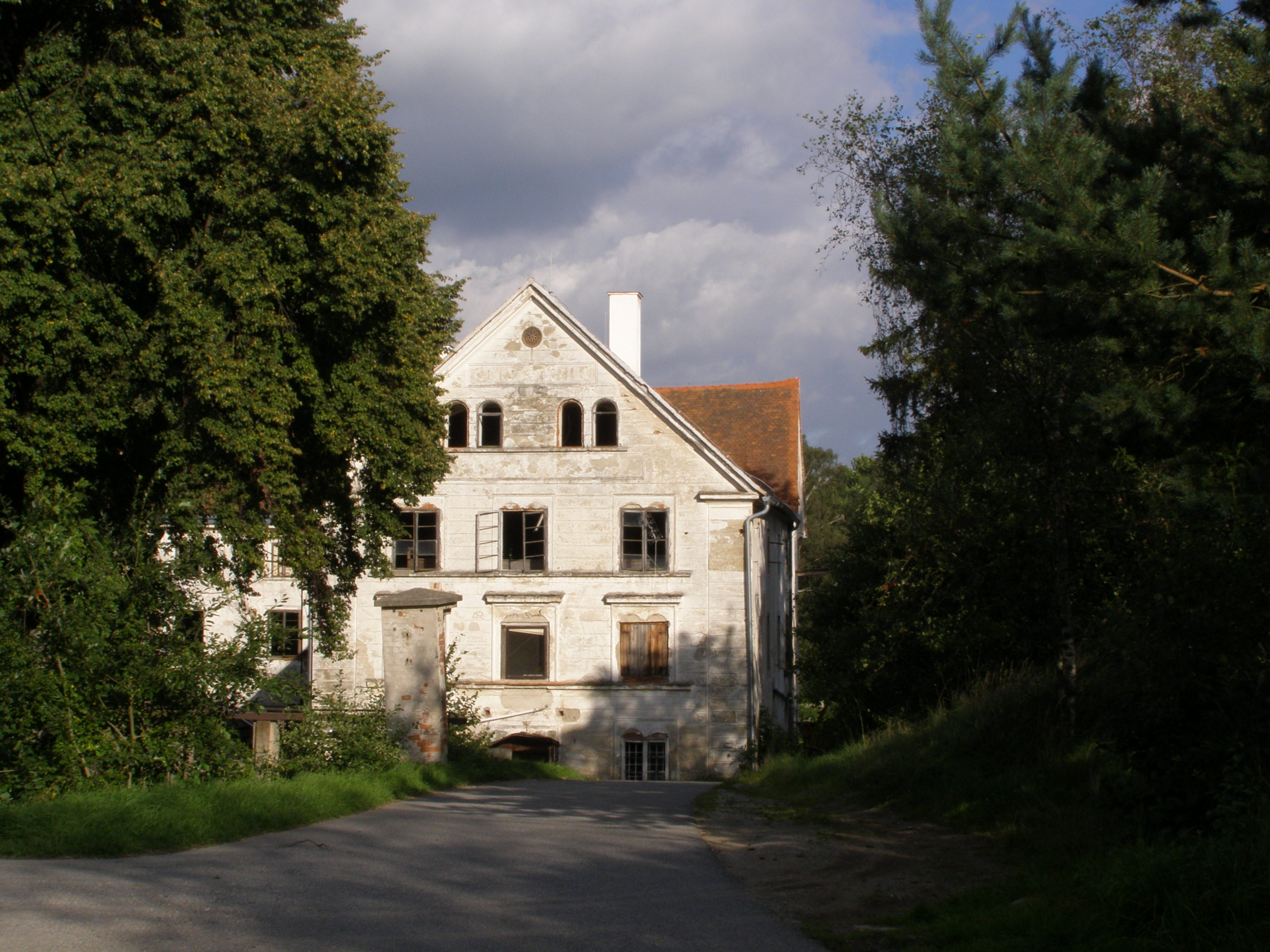
Parní mlýn
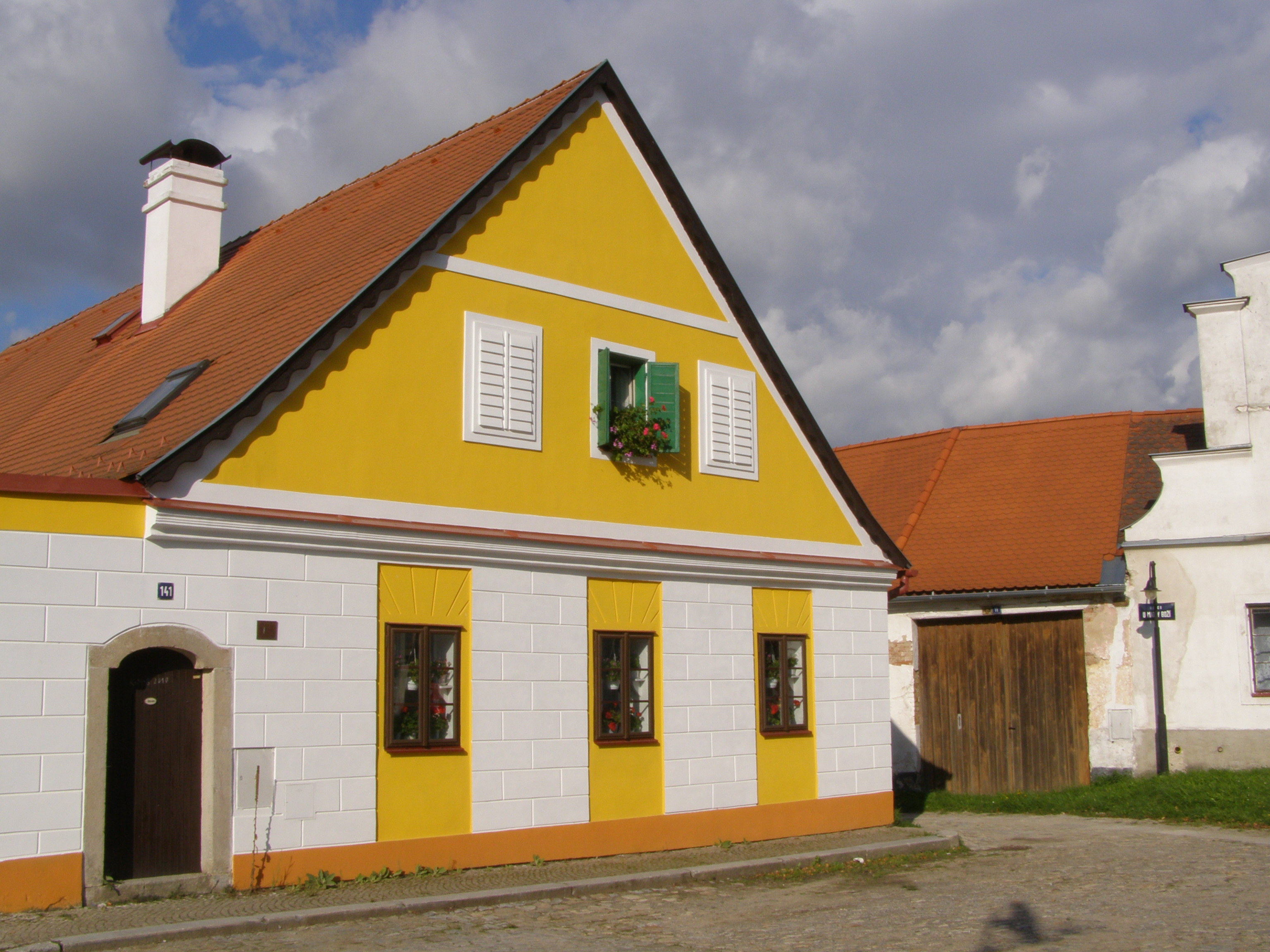
Dům na náměstí U Matky Boží